# シダックス野球部
シダックス野球部（シダックスやきゅうぶ）は、東京都調布市に本拠地を持ち、日本野球連盟に所属していた社会人野球チーム。

## 概要
1991年に発足した軟式野球部が、1993年に硬式野球部に転向し日本野球連盟に企業チーム『シダ・コーポレーション』として加盟、翌年『シダックス硬式野球部』に変更。シダックス株式会社の創業者である志太勤が総監督を務めた。
発足当初から積極的な選手獲得を行い、1994年にはニコニコ堂（以下、ニコニコドー）と共にキューバ革命後では初めてとなるキューバからの現役野球選手の海外派遣（シダックス3人、ニコニコドー2人）が行われた。
創部2年目ながら1994年の都市対抗野球に初出場を果たした。
1995年と1996年には社会人野球チームとしては初となるキューバでの海外スプリングキャンプを実施し、監督以下スタッフをキューバ人に入れ替えた。その後もキューバ選手に限らず廃部になった社会人チームの主力選手や元プロ選手など強力な戦力補強をし続け、強豪チームへと成長した。
1996年の日本選手権で初出場し、1999年の日本選手権では初優勝を果たした。
2002年10月、元プロ野球選手でNPBの南海ホークス・ヤクルトスワローズ・阪神タイガースで監督を務めた野村克也がGM兼監督に就任。翌2003年の都市対抗野球では準優勝を果たす。
2006年シーズンから野村克也が東北楽天ゴールデンイーグルスの監督に就任することが決まり、一時は部の存廃まで取りざたされたが当面の間は存続することとなった。しかし、同年9月6日、同年シーズン限りでの廃部が発表され、10月に行われた日本選手権の関東予選で初戦敗退し、14年間の活動に幕を下ろした。同年11月20日、日本野球連盟に廃部届が提出され、正式にシダックス硬式野球部は姿を消した。翌日行われたプロ野球ドラフト会議では、以前在籍していた選手も含めて3選手が指名を受け、シダックス最後のプロ輩出者となった。

## 設立・沿革
- 1991年 - 軟式野球部として創部。
- 1993年 - 硬式野球部に転向し、企業チーム『シダ・コーポレーション』として日本野球連盟に加盟。
- 1994年 - 『シダックス』に登録名を変更。都市対抗野球に初出場（1回戦敗退）。
- 1996年 - 日本選手権に初出場（1回戦敗退）。
- 1999年 - 日本選手権で初優勝。
- 2003年 - 都市対抗野球で準優勝。
- 2006年 - 11月20日に廃部。

## 主要大会の出場歴・最高成績
- 都市対抗野球大会：出場7回、準優勝1回（2003年）
- 社会人野球日本選手権大会：出場4回、優勝1回（1999年）
- JABA東京スポニチ大会：準優勝2回（2005年、2006年）
- JABA京都大会：優勝1回（1999年）
- JABAベーブルース杯争奪大会：優勝1回（2003年）
- JABA新潟大会：優勝1回（1998年）

## 出身プロ野球選手
- 松田匡司（外野手） - 1999年ドラフト7位で阪神タイガース
- 森本学（内野手） - 2002年ドラフト6位で福岡ダイエーホークス
- 庄田隆弘（外野手） - 2003年ドラフト6位で阪神タイガース
- 野間口貴彦（投手） - 2004年ドラフト自由獲得枠で読売ジャイアンツ
- 武田勝（投手） - 2005年大学生・社会人ドラフト4位で北海道日本ハムファイターズ
- 小山桂司（捕手） - 2005年大学生・社会人ドラフト5位で北海道日本ハムファイターズ
- 森福允彦（投手） - 2006年大学生・社会人ドラフト4位で福岡ソフトバンクホークス
- 中村真人（外野手） - 2006年育成選手ドラフト2位で東北楽天ゴールデンイーグルス
- 芦沢明（内野手） - 退団後、2006年育成選手ドラフト5位で読売ジャイアンツ

## 元プロ野球選手の競技者登録
- 北川哲也（元：ヤクルトスワローズ） - 投手→退団
- 進藤実（元：読売ジャイアンツ） - 投手（2003年）→退団
- 佐藤二朗（元：ヤクルトスワローズ） - 内野手（2004年～2006年）→ヤマハに移籍
- 小林国男（元：ヤクルトスワローズ） - コーチ（2003年～2006年）→退団
- 高橋善正（元：読売ジャイアンツ、東映フライヤーズ） - 投手コーチ（1997年～1998年）→退団
- 野村克也（元：西武ライオンズ、ロッテオリオンズ、南海ホークス） - 監督兼GM（2003年～2005年）→退団

## 主な外国人選手
- アントニオ・パチェコ（キューバ）
- オレステス・キンデラン（キューバ）
- ビクトル・メサ（キューバ）

## 在籍していた主な人物
- アルフォンソ・ウルキオラ (監督)
- 坂田精二郎 (捕手) - 選手として在籍。廃部に伴いセガサミーに移籍。現役引退後、2013年4月から立正大学硬式野球部監督。
- 田中善則 (内野手) - 選手・コーチ・監督として在籍。2000年限りで現役を引退し、2001年からコーチ、2006年に監督。2014年秋から昭和第一学園高監督。
- 米澤貴光 (内野手・外野手) - 選手として在籍。退団後は関東第一高監督を務める。
- 萩原康 (投手) - 選手・投手コーチとして在籍。退団後は桐蔭横浜大学のコーチ、助監督を務める。
- 吉井憲治 (投手) - 選手・投手コーチとして在籍。退団後は日本文理大学のコーチを経て、2017年からセガサミーコーチ。
- 梅沢直充 (マネジャー) - 1998年からマネジャー。野村克也GM兼監督専属。退団後は東北楽天ゴールデンイーグルスの一軍サブマネジャー兼監督付を務めた。